# Martí Joan de Calders
Martí Joan de Calders fou prior de Sant Marçal de Montseny. Va esser nomenat President de la Generalitat de Catalunya a l'abril de 1587 per substituir a Pere Oliver de Boteller i de Riquer a la mort d'aquest i només per tres mesos fins a final de trienni. Havia estat insaculat com a oïdor el 1566 i com a diputat eclesiàstic el 1569.
Anys més tard fou paborde de Sant Cugat i va participar en representació dels braços en múltiples ocasions.